# Yann Siegwarth
Yann Siegwarth, né le 25 septembre 1993 à Gassin (Var), est un joueur de basket-ball français. Il évolue au poste de meneur puis d'arrière.

## Biographie
Yann Siegwarth naît le 25 septembre 1993 à Gassin (Var). Il commence sa carrière à l'Olympique d'Antibes Juan les Pins et est lancé en Pro B dès l’âge de seize ans.
Au mois d'août 2012, il fait le choix de s’exiler, en Belgique, dans l’équipe réserve du Spirou Charleroi. Il déclare en 2019 : « C’était en l’équivalent d’un haut de tableau de N1. J’avais 19 ans. Ce ne fut pas une année facile… Étant étranger, on a une épée de Damoclès si on n’est pas bon. Mais, ça m’a forgé un caractère ».
Dès 2013, il revient en France et connaît une saison frustrante au BC Orchies sous les ordres de Philippe Namyst, où il a peu de temps de jeu.
Après deux saisons au SAP Vaucluse et à Caen, Siegwarth arrive à Vitré en 2016, entraîné par Zoran Durdevic. Il dit de ce dernier en 2019 :« Avec Zoran, c’est l’école yougoslave. J’ai encore passé un cap avec ce coach ».
En 2017-2018, il fait son retour à Sorgues où il connaît sa meilleure saison en termes de statistique (14,8 points et 5,3 passes).
Yann Siegwarth s'engage alors avec Gries Oberhoffen, promu en Pro B. Formé meneur, poste tenu par l’Espagnol Xavier Forcada, l'entraîneur Ludovic Pouillard lance Siegwarth au poste d’arrière, avec réussite (9 points, 2,7 passes en 22 minutes). Son équipe est la surprise de la saison et termine demi-finaliste des play-offs. En fin de saison, alors que le club souhaite construire l'équipe autour de quatre joueurs majeurs, dont Siegwarth, l'entraîneur confie « Yann a demandé une revalorisation de salaire qu’il était trop difficile de lui accorder ».
Yann rejoint le C' Chartres pour l'exercice 2019-2020, club croisé l'année précédente et reléguée en N1. Sébastien Lambert le maintient à ce poste 2. Début février, il possède une ligne de stats bien remplie : 13,7 points, 2,7 rebonds et 4,04 passes par match pour une évaluation de 13, deuxième meilleur marqueur du club derrière Duvaugh'n Maxwell. Fin mars, avant l'arrêt du championnat à cause de la crise du coronavirus, Siegwarth est élu meilleur français et arrière du championnat et membre du cinq majeur,.
Après 4 saisons à Chartres, Siegwarth signe son retour à Caen le 13 juin 2023 